# Jurassic World
Jurassic World és una pel·lícula dirigida per Colin Trevorrow i protagonitzada per Chris Pratt i Bryce Dallas Howard. La cinta, quarta part de la franquícia de Parc Juràssic iniciada el 1993, és produït per Steven Spielberg, Frank Marshall i Patrick Crowley.
El film, que també es va distribuir en Digital 3D, es va llançar el 12 de juny de 2015. A Catalunya es va llançar doblada en català. El primer esborrany del guió es va escriure onze anys abans i l'aturada de la producció -entre altres motius- va ser a causa de la vaga de guionistes nord-americans de 2007. El 2013, Trevorrow va ser contractat com a director i, al costat de Derek Connolly, va redactar el guió definitiu. El film es va filmar en localitzacions de Hawaii i Nova Orleans durant el 2014.

## Argument
Vint anys enrere, el Dr. John Hammond va tenir un somni: crear un parc temàtic en el qual visitants del món sencer visquessin l'emoció de veure a dinosaures de carn i os. Per fi, el somni s'ha fet realitat.
Benvinguts a Jurassic World, un luxós centre turístic al qual acudeixen desenes de milers de visitants per a veure amb els seus propis ulls als magnífics animals prehistòrics i interactuar amb ells.
El parc temàtic Jurassic World es troba en una illa pròxima a Costa Rica. Aquesta meravella d'última generació està ideada entorn d'un bulliciós carrer principal que condueix a les principals atraccions. Els nens munten amables cadells de triceratops en el minizoo, el públic crida entusiasmat quan el gegantesc mosaurio emergeix de la seva piscina per a empassar-se a un gran tauró blanc, i les famílies contemplen amb fascinació a dinosaures de totes les grandàries i classes passejant lliurement en les seves zones segures.
La persona encarregada del perfecte funcionament de Jurassic World és Claire (BRYCE DALLAS HOWARD, Criades i senyores), que rep la inesperada visita dels seus dos nebots, Zack, de 16 anys (NICK ROBINSON, la sèrie "Melissa & Joey"), i Gray, d'11 anys (TY SIMPKINS, les pel·lícules Insidious). La seva mare Karen (JUDY GREER, Ant-Man) vol que passin uns dies en Jurassic World, però Claire no té temps per a ocupar-se personalment d'ells i es limita a donar-los passis per a totes les atraccions abans de manar-los a divertir-se sols.
Els al·lucinants animals que poblen el parc són una creació del Dr. Henry Wu (BD WONG, Parc Juràsic), un genetista que havia treballat per a InGen, l'empresa que va finançar el primer parc temàtic de John Hammond, i que ara està contractat pel mític multimilionari i financer Simon Masrani (IRRFAN KAHN, La vida de Pi). Perquè l'empresa comercial funcioni realment bé i els visitants continuïn arribant per milers, fa falta oferir una nova atracció cada any. El Dr. Wu no té més remei que anar més enllà dels límits ètics de la ciència i manipular la genètica per a crear dinosaures que mai van existir, criatures que mai van trepitjar la terra i de les quals s'ignora absolutament tot.
L'enorme i misteriós Indominus Rex ha estat creat en el més absolut secret i aviat serà presentat en societat. El dinosaure, que ha viscut en total aïllament després de devorar al seu únic germà, ja és adult. Claire, desitjosa de saber més coses sobre l'animal i la seguretat, veurà a Owen (CHRIS PRATT, Guardians de la galàxia), un exmilitar expert en comportament animal que treballa en una zona secreta de recerca en els límits del parc. Owen porta anys entrenant a un grup d'agressius velociraptores amb els quals ha establert una relació tipus alfa aconseguint així un precari equilibri entre l'obediència de mala gana i la rebel·lia depredadora.
Quan el Indominus Rex, del qual es desconeix la seva crueltat i intel·ligència, aconsegueix escapar-se de la zona en la qual ha crescut, tots els éssers vius de Jurassic World, homes i animals, es veuen amenaçats. En aquest moment, les persones que més li importen a Claire són els seus nebots, que acaben d'emprendre un passeig en una giroesfera que ofereix una visibilitat de 360 graus. Owen s'uneix Claire per a buscar als dos nois mentre la bogeria es deslliga al parc i els visitants passen d'observadors a preses. Els dinosaures s'escapen, les criatures aèries i aquàtiques s'enfronten en una batalla sense quarter i no queda un sol lloc segur en tot el centre

## Distribució
- Chris Pratt com a Owen Grady: un exmilitar i curador de dinosaures que té una actitud de cowboy. Fa una investigació conductual amb els velociraptors.[5] Pratt va descriure el personatge com una barreja dels anteriors protagonistes de la saga, Alan Grant i Ian Malcolm: «té una mica del cinisme de Goldblum, però també es meravella i excita amb la biologia com el personatge de Sam Neill».[6][7]
- Bryce Dallas Howard com a Claire Dearing: cap d'operacions i científica corporativa del parc.[5]
- Vincent D'Onofrio com a Vic Hoskins: cap de seguretat d'InGen.[7][8][9]
- Ty Simpkins com a Gray Mitchell: nebot menor de Claire.[7]
- Nick Robinson com a Zach Mitchell: germà gran de Gray i nebot gran de Claire.[7]
- Irrfan Khan com a Simon Masrani: propietari de Marani Global Corporation i nou director del parc.[7][9][10]
- Jake Johnson com a Lowery Cruthers: un dels especialistes en tecnologia del parc.[11]
- BD Wong com a Dr. Henry Wu, genetista del parc. Trevorrow va comentar que és un personatge «crucial»,[12] la reaparició té lògica en l'argument, perquè hi ha més de la seva història per conèixer i és una «connexió lògica» amb el primer film.[13]
- Omar Sy com a Barry: company de feina i millor amic d'Owen.[14][15] Trevorrow va dir que tant ell com Pratt tenien «diverses escenes d'acció plegats» i que volia «crear una relació entre tots dos que es podria expandir en futures seqüeles».[15]
- Lauren Lapkus com a Vivian: treballadora de la sala de control del parc.[5]
- Brian Tee com a Katashi Hamada: cap de seguretat de l'equip ACU (Asset Containment Unit).[16]
- Judy Greer com a Karen Mitchell: mare de Gray i Zach i germana de Claire.[5]
- Katie McGrath com a Zara Young: assistent personal de Claire.
- Andy Buckley com a Scott Mitchell: marit de Karen i pare de Gray i Zach.[17]

## Animals del parc

### Dinosaures
- Indominus rex: És un dinosaure carnívor i la principal antagonista del film. Aquest animal, sovint abreujat com a «I-Rex» és un híbrid femella creat genèticament a partir de la combinació d'ADN de diferents espècies (Tiranosaure rex, Velociraptor, Carnotaure i Giganotosaure; entre d'altres), es va criar al costat d'un altre exemplar, son germà, però el va menjar.[18] Segons diu la pàgina web oficial, és capaç d'atènyer una velocitat de 50 km/h i el seu rugit arriba als 140-160 db, és summament intel·ligent, però perillós, perquè no sols devora, ans també mata per plaer.[18] Trevorrow va comentar sobre la creació d'aquest nou dinosaure que, al parc, «hi ha els dinosaures i després aquest altre, un que no és part d'ells».[19] En fases prèvies de producció, el dinosaure va rebre el nom de «Diabolus Rex».[20]
- Tyrannosaurus rex: És un dinosaure carnívor bípede amb un crani enorme equilibrat per una llarga i feixuga cua i amb dos petits membres davant. Malgrat la seva absència a la primera i segona ullada, el director Colin Trevorrow va confirmar que seria un dels dinosaures protagonistes i que es tractava del mateix exemplar que va aparèixer en el primer film.[21][22]
- Velociraptor: És un dinosaure carnívor amb fortes urpes als seus dits i peus, que pot córrer a gran velocitat i fer grans salts.[22] Repeteix en aquest film el protagonisme dels tres anteriors, en ser aquesta espècie el centre d'atenció de les investigacions de l'Owen, que ha reeixit a criar-ne quatre exemplars anomenats Blue, Charlie, Eco i Delta.[5] El seu aspecte, fidel al mostrat al llarg de la franquícia, difereix notablement amb el criteri científicament acceptat en el moment de l'estrena del film, car els experts sostenen que el velociraptor era cobert de plomes, fet que és ignorat en el film i que va provocar desconcert en la comunitat paleontològica. Si en ocasions anteriors l'animal de referència era el "Deinonychus" en aquest cas s'ha pres com a referència el "Utahraptor", augmentant la seva talla en comparació amb els films anteriors. La mesura real d'un velociraptor no excedeix la d'un ca mitjà, la seva complexió és molt lleugera i el crani és allargat.[23][24]
- Apatosaurus: És un dinosaure herbívor amb coll llarg amb una cua enorme en forma de fuet. Els visitants del parc el poden observar en el trajecte d'una atracció anomenada giroesfera i se'n veuen alguns petits. En el film 6 Apatosaurus són assassinats per l'I-Rex.[22][24]
- Gallimimus: És un dinosaure herbívor amb aparença similar als actuals estruços. Apareixen en la giroesfera, i se'n veuen diversos petits. Va aparèixer en la saga, predominantment en el primer film.[22][24]
- Stegosaurus: És un dinosaure herbívor amb plaques romboïdals que s'eleven verticalment al llarg del seu llom arcat i els dos parells de pues llargues que s'estenen horitzontalment prop de l'extrem de la cua.[22][24] Aquest dinosaure es veia a la giroesfera. També es va veure en els dos films anteriors.
- Triceratops: És un gran dinosaure herbívor amb tres banyes al cap. En aquest film el veiem en l'atracció anomenada giroesfera, també n'apareixen diversos petits en un parc infantil. Es va veure en els tres films anteriors, i va protagonitzar una escena en el primer.[22][24]
- Ankylosaurus: És un dinosaure herbívor que posseeix una armadura de grans protuberàncies i plaques òssies, incrustades a la pell i una cua com un garrot. Al film veiem com l'I-Rex en mata un davant Zack i Gray. Se'n va veure un exemplar, breument, en el tercer film.[22][24]
- Pachycephalosaurus: És un dinosaure herbívor amb una part posterior del crani extremadament gruixuda i forta. Es va veure en el segon film.[22][24]
- Parasaurolophus: És un dinosaure herbívor que té una cresta al cap. Es va veure en els dos films anteriors.[22][24]

A la llista d'exemplars del parc també figuren el Metriacanthosaurus, el Microceratops, el Baryonyx, Edmontosaurus i el Suchomimus, encara que no són mostrats en pantalla. El Dilophosaurus apareix en forma d'holograma per distreure el velociraptor Blue.

### Pterosaures
- Pteranodon: És un rèptil volador carnívor, que va aparèixer en els dos films anteriors, principalment al tercer. Se'n veuen a l'escena on terroritzen els visitants ja essent alliberats per l'I-Rex. Alguns van ser exterminats pels guàrdies del parc.[24]
- Dimorphodon: És un petit rèptil volador piscívor, amb un pic fort i flexible. També el veiem en l'escena amb els pteranodons, atemorint els visitants ja essent alliberats per l'I-Rex. Alguns també van ser exterminats pels guàrdies del parc.[24]

### Rèptils aquàtics
- Mosasaurus: És un rèptil marí, carnívor i piscívor amb un cos ampli en forma de barril i que vivia prop de la superfície de l'oceà. És el primer rèptil marí mostrat en la franquícia, on es pot veure un exemplar devorant un petit tauró blanc per al goig dels visitants.[24]

## Producció

### Desenvolupament
El març del 2001, el director de Parc Juràssic III Joe Johnston va negar els rumors que indicaven un quart film de la saga. A la fi de la producció del tercer film, el productor executiu Steven Spielberg va idear el que seria un esborrany d'un quart film. El juny de 2001, Johnston va dir que no filmaria aquest film i que Spielberg tenia una idea que portaria la mitologia de la sèrie a un nou nivell. Segon Johnston un nou film es desviaria dels films anteriors. El juliol d'aquell mateix any Sam Neill, qui va interpretar el Dr. Alan Grant en els films anteriors, va dir que no imaginava a on podria cabre el seu personatge en un nou film. Aquell mateix mes, Johnston va negar, i posteriorment deixar entendre, que els pteranodons s'implicarien a partir de la fi de Parc Juràssic III.
L'abril de 2002, es va anunciar que seria el darrer film de la sèrie i que ignoraria els esdeveniments de les anteriors.